# 勒格里蓬
勒格里蓬（法語：Le Grippon，法語發音：[lə ɡʁipɔ̃]）是法国芒什省的一个市镇，属于阿夫朗什区。该市镇于2016年由原市镇尚塞尔翁和莱尚布尔合并而成。

## 地名
“勒格里蓬”一名取自同名旧市镇，后者于1826年并入莱尚布尔。

## 地理
勒格里蓬（48°46'39"N, 1°23'43"W）面积9.81 平方千米，位于法国诺曼底大区芒什省，该省份为法国西北部沿海省份，西、北、东北三面环大西洋，东起顺时针与卡爾瓦多斯省、奧恩省、马耶讷省和伊勒-维莱讷省接壤。
与勒格里蓬接壤的市镇（或旧市镇、城区）包括：拉吕塞尔讷-杜特勒梅尔、拉穆什、叙布利尼、洛利夫、萨尔蒂伊拜博卡日。
勒格里蓬的时区为UTC+01:00、UTC+02:00（夏令时）。

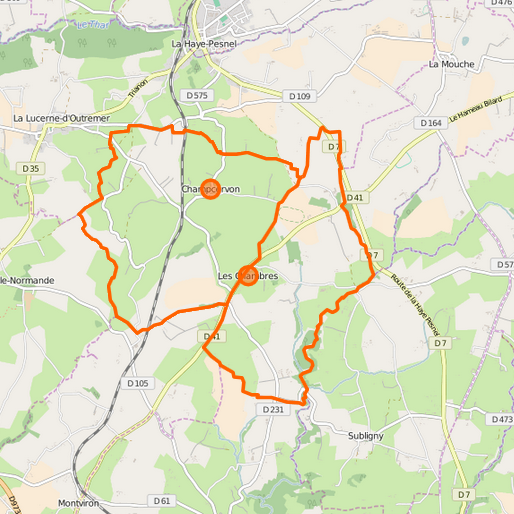
勒格里蓬的OSM定位图

## 行政
勒格里蓬的邮政编码为50320，INSEE市镇编码为50115。

## 政治
勒格里蓬所属的省级选区为布雷阿勒县。

## 人口
勒格里蓬于2022年1月1日时的人口数量为390人。